# Gonatodes ocellatus
Gonatodes ocellatus är en ödleart som beskrevs av Gray 1831. Gonatodes ocellatus ingår i släktet Gonatodes och familjen geckoödlor. Inga underarter finns listade i Catalogue of Life.